# Cambridgeshire
Cambridgeshire ist eine Grafschaft in England, die an die Grafschaften Lincolnshire im Norden, Norfolk im Nordosten, Suffolk im Osten, Essex und Hertfordshire im Süden sowie Bedfordshire und Northamptonshire im Westen grenzt. Der Sitz der Grafschaft ist Cambridge.

## Geschichte
Bedingt durch Verwaltungsreformen änderten sich das Gebiet und der Name dieser Verwaltungseinheit mehrmals seit den 1960er Jahren. 1965 wurde aus den bisherigen Grafschaften Cambridgeshire und Isle of Ely die neue Grafschaft Cambridgeshire and Isle of Ely gebildet. 1974 wurde die Grafschaft Huntingdon and Peterborough eingegliedert, die 1965 selbst zu einer gemeinsamen Grafschaft aus Huntingdonshire mit dem Soke of Peterborough, einem (damaligen) Teil von Northamptonshire, zusammengefügt worden war, und die neue Grafschaft erhielt den Namen 'Cambridgeshire'. Seit 1998 ist City of Peterborough wieder ein autonomer Stadtkreis (Unitary Authority), nutzt aber die öffentlichen Einrichtungen der Daseinsvorsorge wie Polizei und Feuerwehr von Cambridgeshire.
Cambridgeshire unterhält eine Partnerschaft mit dem Kreis Viersen in Deutschland.

## Wirtschaft
Das Bruttoinlandsprodukt (BIP) in Cambridgeshire war, laut ONS, im Jahr 2020 etwa 22 Milliarden Pfund. Das BIP-Wachstum von Cambridgeshire betrug zwischen 2019 und 2020 –2,2 %.
Der größte Wirtschaftszweig ist der der freiberuflichen, wissenschaftlichen und technischen Dienstleistungen (z. B. Rechtsberatung, Buchhaltung), gemessen an der Zahl der Arbeitsplätze, und macht 14,9 % der Arbeitsplätze aus. Cambridgeshire hatte im Jahr 2022 ein durchschnittliches Gehalt für Vollzeitbeschäftigte von £41.252. Die Arbeitslosenquote in Cambridgeshire betrug 3,5 %.

## Orte
- Abbotsley, Alconbury, Alconbury Weston
- Bartlow, Bassingbourn, Bourn, Buckden, Burwell
- Cambridge, Chatteris, Chippenham, Comberton
- Duxford
- Elsworth, Ely
- Fordham
- Gamlingay, Godmanchester, Great Gidding, Great Gransden
- Histon, Holme, Houghton, Huntingdon
- Keyston, Kimbolton
- Lingmoor, Linton, Litlington, Little Downham, Littleport
- Madingley, Manea, March, Melbourne
- Peterborough, Potton
- Ramsey
- Saffron Walden, Sawston, St. Ives, St. Neots, Stapleford, Steeple Morden, Stilton
- Upwell
- Waresley, Whittlesey, Wisbech

## Sehenswürdigkeiten
- Anglesey Abbey
- Burghley House
- Burwell Castle
- Cambridge Castle
- Elton Hall, Herrenhaus aus dem 15. Jahrhundert in Elton
- Ely Cathedral
- Farm Hall
- Houghton Mill, Wassermühle am Great Ouse in Houghton, Teil des National Trust
- Huntingdon Castle
- Imperial War Museum Duxford
- Impington Mill, Windmühle aus dem 19. Jahrhundert nahe Cambridge
- River Cam
- Saffron Walden Museum
- Swaffham Bulbeck Lode
- Wimpole Hall
- Woodcroft Castle

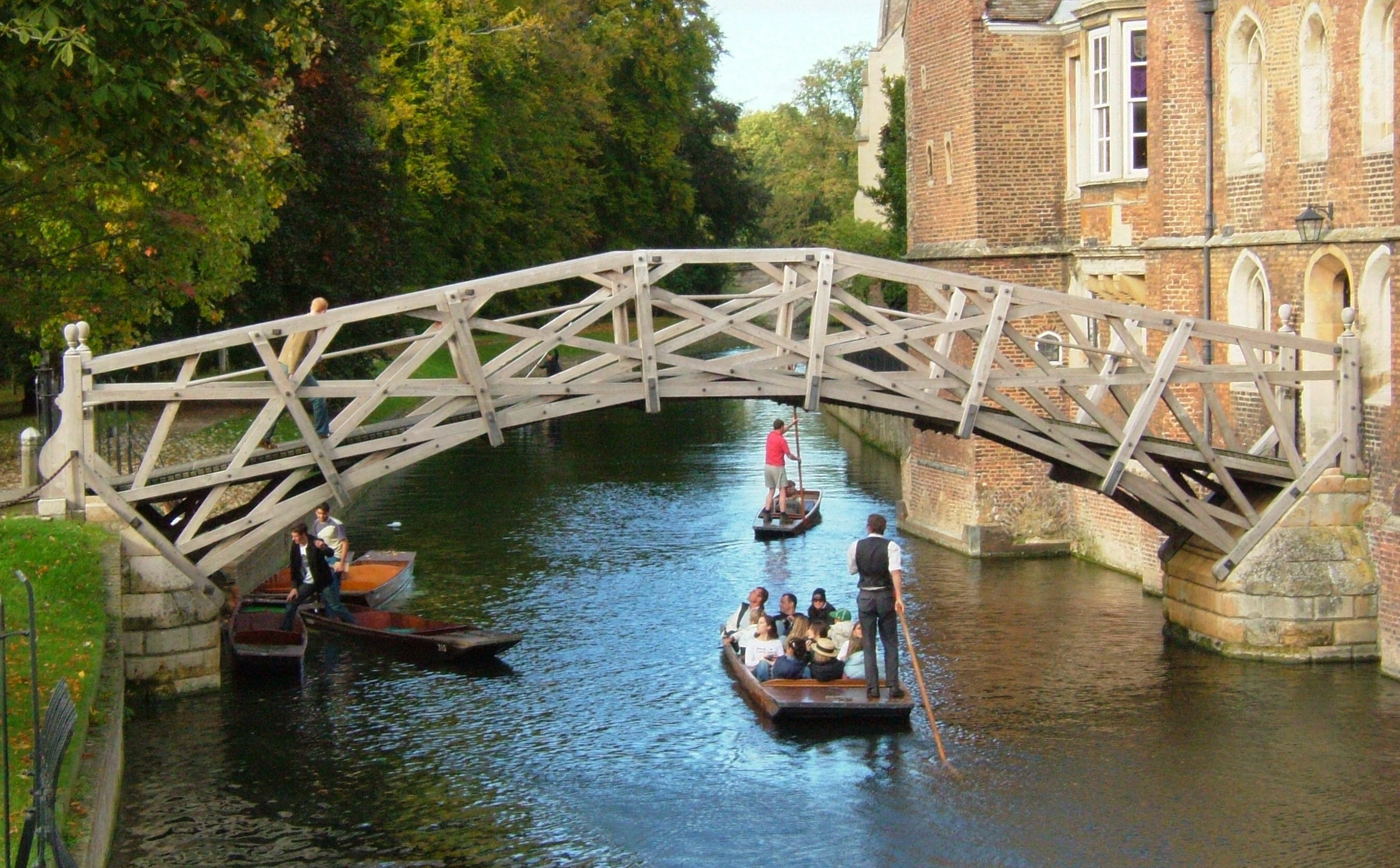
Mathematical Bridge in Cambridge
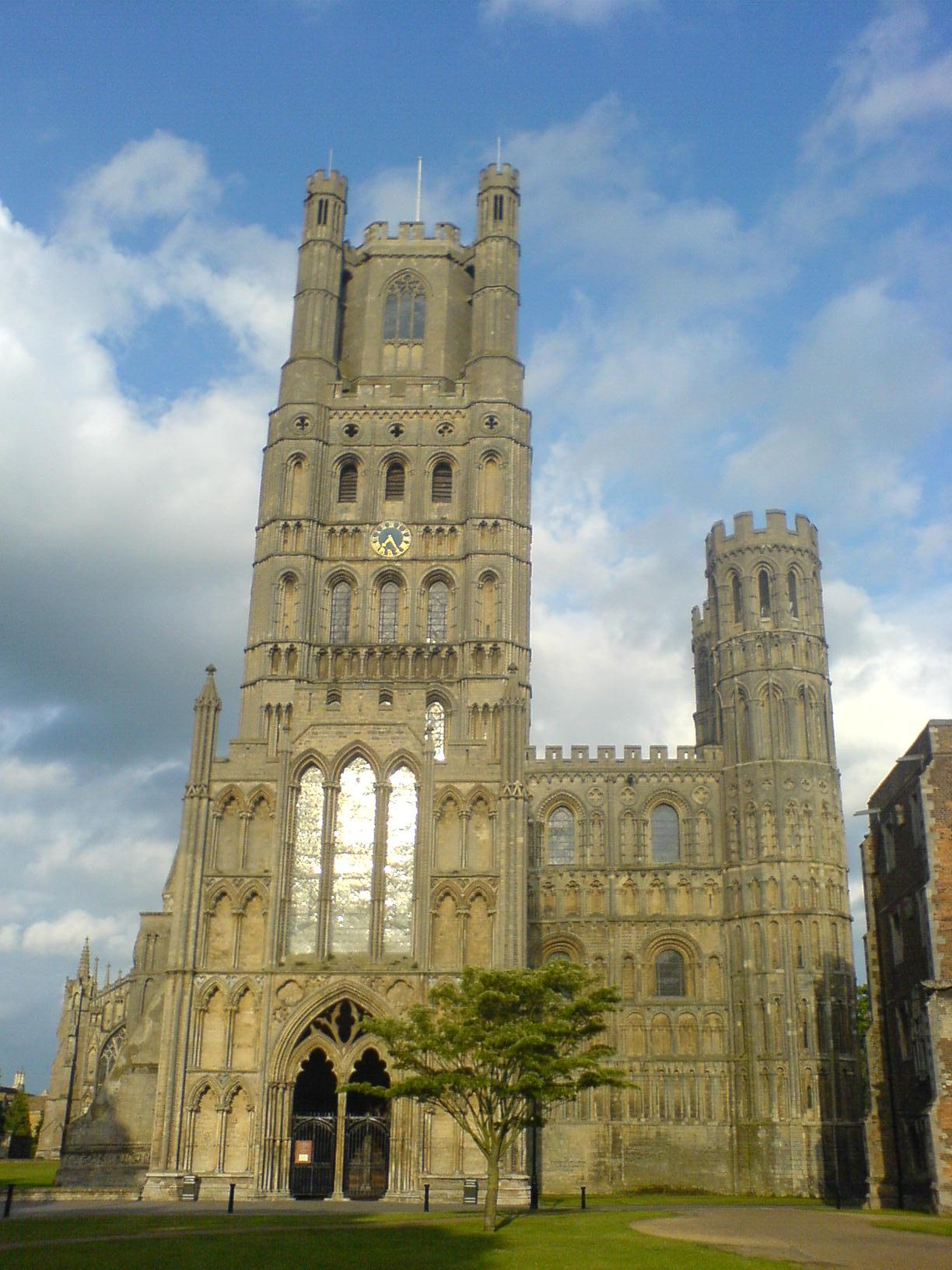
Ely Cathedral
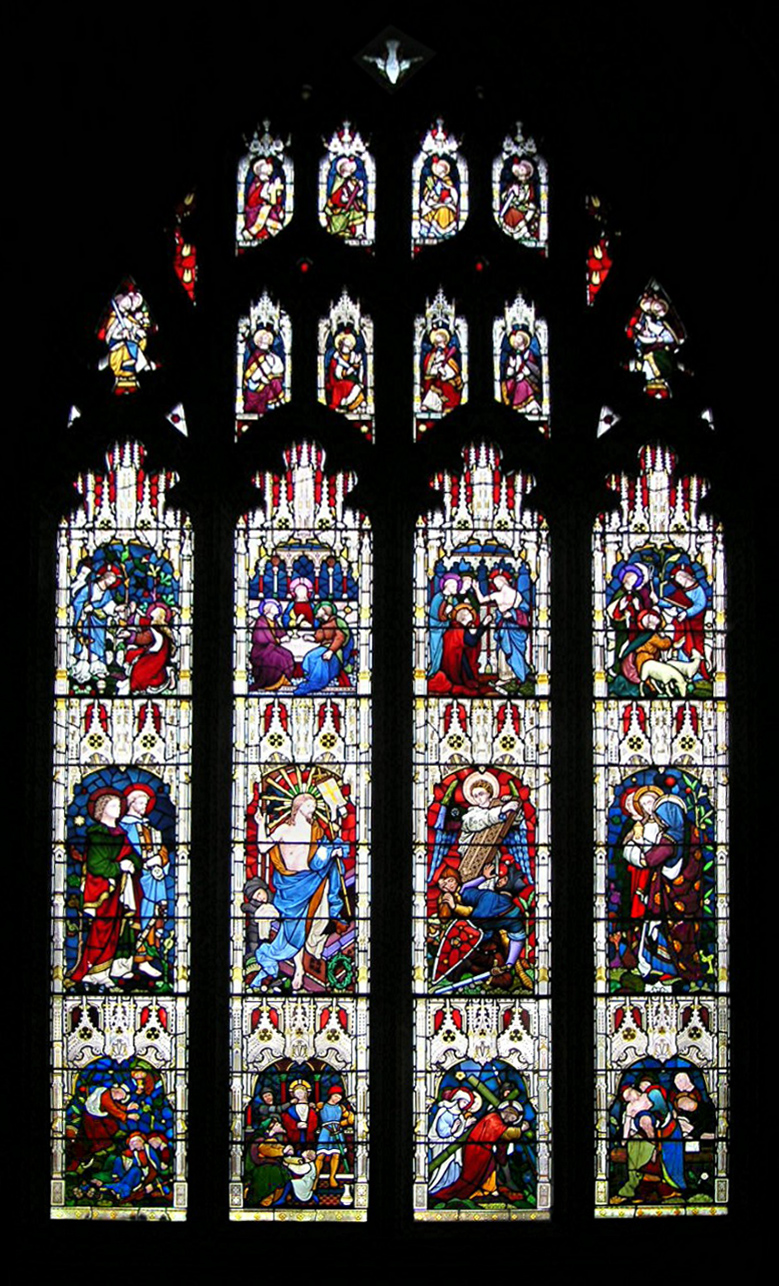
Kirchenfenster in der Peterborough Cathedral

## Politik

### Cambridgeshire County Council
- Greens: 0
- Labour: 10
- LibDem: 23
- Cons.: 22
- Unabh.: 6

Unabh. = Unabh.(5) und St Neots Independent (1)

## Bekannte Personen
- Oliver Cromwell (1599–1658), Lordprotektor von England, Schottland und Irland
- Henry Royce (1863–1933), Pionier des Autobaus
- Ethel Granger (1905–1982)
- David Gilmour (* 1946), Rockmusiker, Komponist und Musikproduzent